# Carlo Cudicini
Carlo Cudicini (* 6. září 1973 v Miláně) je bývalý italský fotbalový brankář. Působil dlouhou dobu v Chelsea FC, kde po příchodu Petra Čecha dělal náhradního brankáře.